# Kathedralbasilika St. Louis

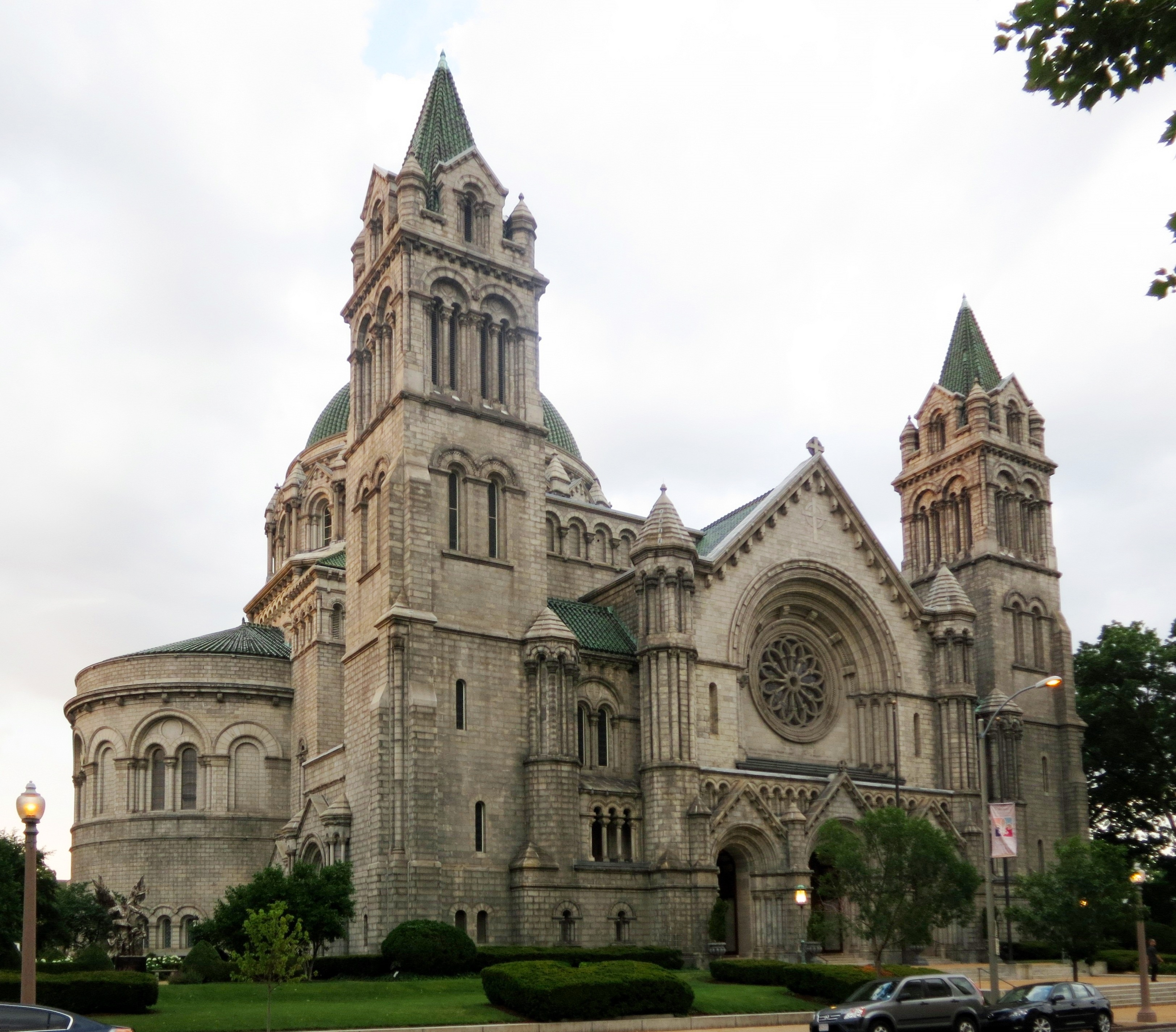
Kathedrale von St. Louis

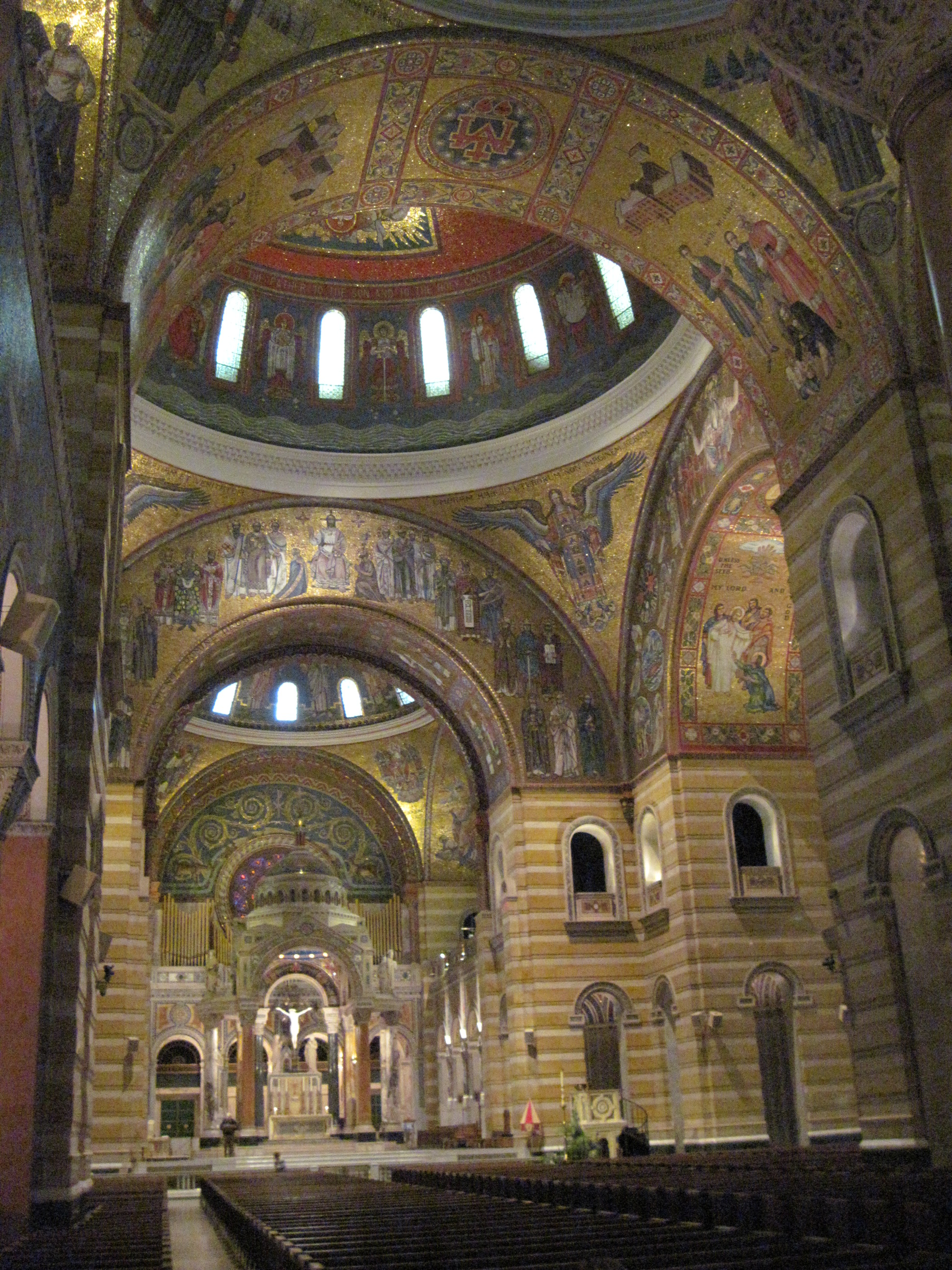
Altarraum

Die Kathedralbasilika St. Louis (englisch Cathedral Basilica of Saint Louis) ist eine römisch-katholische Kirche in St. Louis, Missouri. Die Kathedrale des gleichnamigen Erzbistums wurde dem heiligen Ludwig gewidmet und trägt den Titel einer Basilica minor. Die neobyzantinische Kirche wurde Anfang des 20. Jahrhunderts errichtet und mit großflächigen Mosaiken ausgestattet.

## Geschichte
Die Planungen für die Kathedrale begannen unter der Leitung von Erzbischof Peter Richard Kenrick in den 1870er und 1880er Jahren als Ersatz für die die frühere Kathedrale St. Louis, und ein Fonds für den Bau des Gebäudes wurde von Erzbischof John Joseph Kain eingerichtet. Eine formelle Organisation zur Förderung der neuen Kathedrale wurde am 28. April 1871 gegründet, und zu den Mitgliedern der St. Louis Cathedral Building Association gehörten Erzbischof Kenrick, Bischof Patrick John Ryan und eine Reihe von lokalen Geschäftsleuten. Die anfängliche Auswahl des Bauplatzes deutete darauf hin, dass die neue Kathedrale auf einem Stadtblock errichtet werden sollte, der von der 22. und 23. Straße sowie von der Pine und Chestnut Street begrenzt wurde, und zwar an einem Standort östlich der eigentlichen Baustelle.
Die Initiative zum Bau wurde jedoch erst nach der Einsetzung von Erzbischof John Joseph Glennon ergriffen. Das Architekturbüro Barnett, Haynes & Barnett wurde ausgewählt, und Thomas P. Barnett leitete das Designteam für das Projekt. Am 1. Mai 1907 fand der erste Spatenstich statt, und am 18. Oktober 1908 wurde der Grundstein für das Gebäude gelegt. 1914 war das Gebäude so weit fertiggestellt, dass eine Einweihungsfeier stattfinden konnte, doch die Kirchweihe fand erst am 29. Juni 1926 statt. Die Fertigstellung der Mosaike der Kathedrale sollte noch bis 1988 dauern. Johannes Paul II. hat die Kathedrale 1997 zur Basilica minor erhoben.
Auf dem Gelände der Kathedrale befindet sich auch das markante runde Kanzleigebäude, um 1965, das von dem peruanisch-amerikanischen Architekten der Moderne, Wenceslaus Sarmiento, entworfen wurde. 

## Mosaike

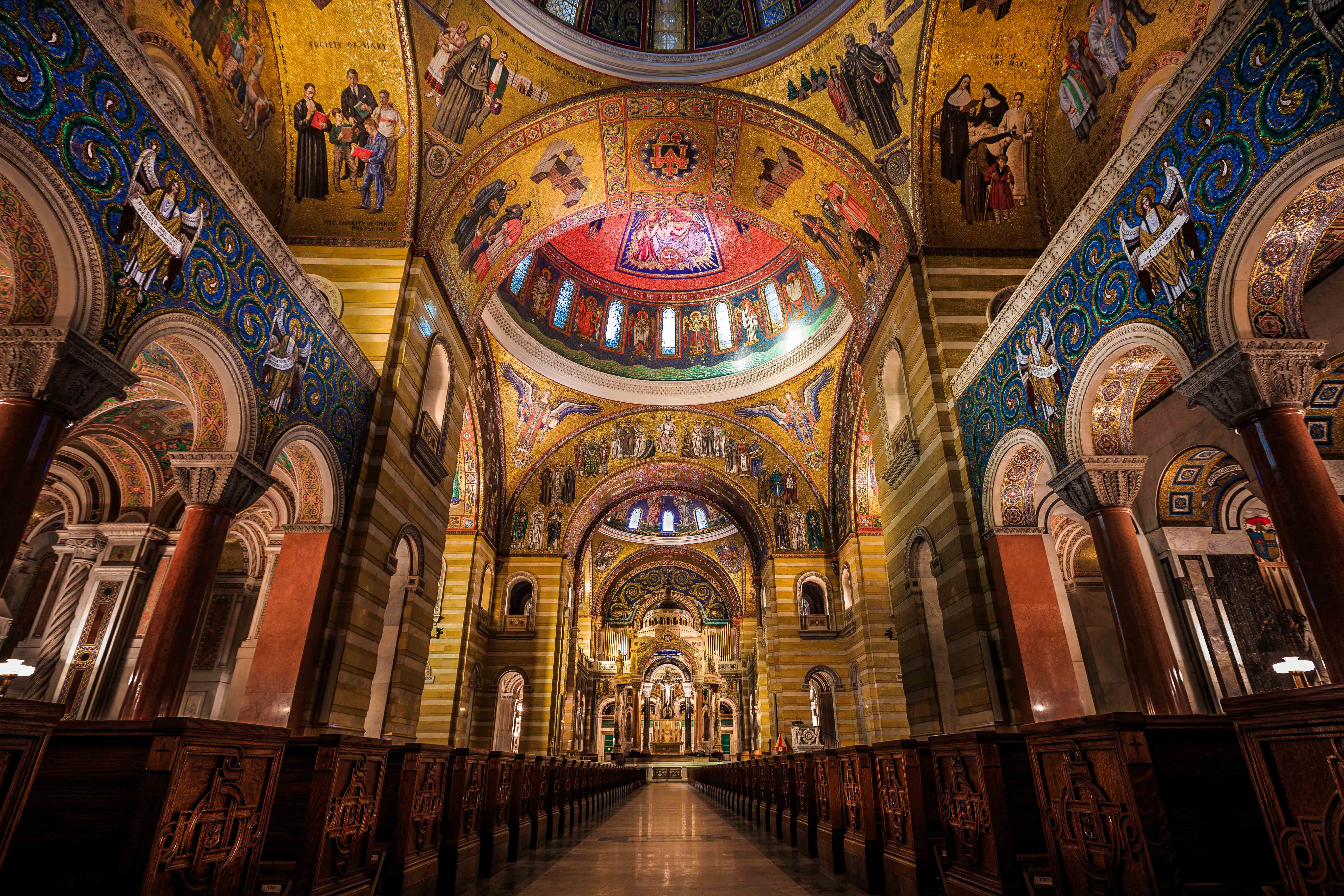
Innenraum mit Mosaiken

Im Jahr 1912 wurde mit dem Einbau von Mosaiken im Innenraum begonnen. Die Mosaike wurden 1988 fertiggestellt und umfassen insgesamt 41,5 Millionen Glassteinchen in mehr als 7000 Farben. Mit einer Fläche von 7700 Quadratmetern ist es die größte Mosaiksammlung der Welt außerhalb Russlands. Während die Mosaike in den Seitenkapellen und an den Wänden des Altarraums von den Tiffany Studios entworfen und installiert wurden, wurden die Mosaike in den Hauptbereichen der Kathedrale vom Berliner August Oetken entworfen. Die Installation der Mosaike wurde von Dutzenden von Kunsthandwerkern durchgeführt, darunter Hildreth Meiere, Ravenna Mosaic, Inc. und vor allem das Vater-Sohn-Team Paul und Arno Heuduck, die fast ihr ganzes Arbeitsleben lang an dem Mosaik arbeiteten, und Emil Frei, Inc, von St. Louis. Der Narthex der Kirche zeigt das Leben von König Ludwig IX. von Frankreich, dem Namensgeber der Stadt und der Kirche, die hintere Kuppel enthält Mosaike von bedeutenden erzdiözesanen Ereignissen, während die Hauptkuppel von Jan Henryk Rosen biblische Szenen aus dem Alten und Neuen Testament darstellt.

## Orgeln
Die erste viermanualige Orgel von 1915 der Firma Kilgen hatte zwei identische Spieltische. Einer stand auf der Empore an der Hauptorgel, ein zweiter hinter dem Altar, wo sich auch ein Teilwerk befand. In der Kuppel gab es weiterhin ein Fernwerk. 1946 entstand ein Vertrag mit Kilgen über eine neue Orgel mit 77 Ranks hinter dem Altar, in die 14 Register der vorhandenen Orgel übernommen werden sollten. 1948 folgten Verträge für eine zweimanualige Orgel auf der Südgalerie mit 10 Ranks, welche aus dem ehemaligen Echowerk der Carnegie Hall bestehen sollte. 1984 wurde ein von der Firma Möller durchgeführter Umbau mit einem Konzert eingeweiht. In den 1990er Jahren wurden einige digitale Register hinzugefügt. Ab 2002 erfolgten weitere Umbauten und Erweiterungen auf 98 Register / 118 Ranks mit 7621 Pfeifen. Als Letztes erfolgte 2011 der Einbau eines älteren, fünfmanualigen Aeolian-Skinner-Spieltischs der Orgel der St. Bartholomew Episcopal Church (New York City) auf der Empore für restaurative Zwecke.

## Krypten und Museum
Im Untergeschoss der Kirche befindet sich ein Museum, das den Mosaiken in der Kirche sowie einigen anderen Artefakten, die in der Kathedrale gefunden wurden, gewidmet ist. Ebenfalls im Untergeschoss der Kirche befindet sich eine Kapelle, die den Seelen ehemaliger Leiter der Erzdiözese gewidmet ist. Derzeit sind die Kardinäle John Joseph Glennon, Joseph Elmer Ritter und John Carberry sowie Erzbischof John Lawrence May in der Krypta der Kathedrale begraben.

## The Angel of Harmony

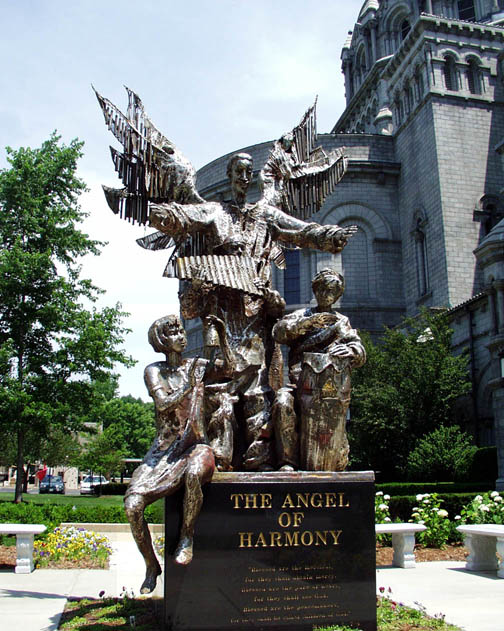
Der Engel der Harmonie von Wiktor Szostalo.

Im Jahr 1999 wurde eine 4 Meter hohe, geschweißte Edelstahlskulptur von Wiktor Szostalo auf dem seitlichen Rasen der Kirche installiert. Die Skulptur war ein Geschenk von Adelaide Schlafly in Erinnerung an ihren verstorbenen Ehemann Daniel Schlafly, einem katholischen Laien, der sich für Rassengerechtigkeit und Frieden einsetzte. Sie zeigt einen geflügelten Engel mit afroamerikanischen Zügen, der hinter drei Kindern mit hispanischen, asiatischen und europäischen Zügen steht, die auf ihren Instrumenten ein Lied des Friedens spielen. Der Sockel der Statue besteht aus Granit und ist mit Zitaten aus dem Neuen Testament, von Papst Johannes Paul II. und Martin Luther King Jr. beschriftet. Die Skulptur betont laut Weihbischof Edward Braxton, der das Projekt Erzbischof Justin Francis Rigali vorschlug, ein Thema der Harmonie, des Friedens und der Rassengerechtigkeit.